# Thinzar Shunlei Yi
 (septembre 2022).
Thinzar Shunlei Yi, auteure de l’ouvrage Mon combat contre la junte birmane, paru en 2021 coécrit avec le journaliste français Guillaume Pajot, est une militante birmane.

## Biographie
Pro-démocrate, elle lutte contre l’armée birmane, qui confisque le pouvoir le 1er février 2021 à la suite d’un coup d'État militaire. Elle est activement recherchée par la junte, et vit cachée, elle a notamment dû quitter Rangoun, la plus grande ville birmane. Elle organise la résistance et prend la tête de cortèges réclamant un retour à la démocratie lors de la révolution de printemps (réprimée dans le sang),,,.
Thinzar Shunlei Yi est une fille de militaire, elle est élevée dans des casernes de l’armée, coupée du monde. Endoctrinée par l’armée (Tatmadaw) et son idéologie nationaliste et raciste, elle a dû apprendre à construire sa propre vision du monde puis gagner la confiance du peuple car elle représentait les bourreaux et la violence.
Elle est issue de l’ethnie majoritaire des Bamar, dans un pays qui dénombre près de 135 groupes ethno-linguistiques différents. Elle est également bouddhiste, religion majoritaire en Birmanie.
Grâce à la démocratisation qui se met en place en 2011, elle commence à travailler dans des associations auprès de minorités. Elle a notamment œuvré pour favoriser le dialogue interconfessionnel entre la majorité bouddhiste (90% de la population), les chrétiens (4% de la population) et les musulmans (4% de la population) et a montré son soutien à la minorité musulmane rohingya à plusieurs reprises.

## Carrière
Elle dit à plusieurs reprises avoir été influencée par Aung San Suu Kyi, ancienne leader du pays conservateur. Elle est longtemps considérée comme une figure majeure de la démocratie et principale opposante à la junte birmane. Aujourd’hui, Thinzar Shunlei Yi souhaite la libération d’Aung San Suu Kyi mais ne s’aligne pas sur sa position vis-à-vis de la minorité Rohingya, persécutée depuis plusieurs années au sein du pays.
- Animatrice de l’émission télévisée “Under 30 dialogue” pour la jeunesse.
- Coordinatrice juridique du comité d’action pour le développement de la démocratie, établi en 2013 ayant pour but la construction d’un État fédéral démocratique au Myanmar.

## Publication
- Mon combat contre la junte birmane (avec Guillaume Pajot : journaliste français) 2021 aux éditions Robert Laffont[5],[6].

## Récompenses
- Women of the Future Southeast Award 2019
- Lauréate du Emerging Young Leaders Award 2016